# Geórgia nos Jogos Olímpicos de Verão da Juventude de 2010
A Geórgia participou dos Jogos Olímpicos de Verão da Juventude de 2010 em Cingapura. Sua delegação foi formada por cinco atletas que competiram em três esportes. O atleta da luta livre Irakli Mosidze conquistou a única medalha do país nestes Jogos, de bronze.

## Medalhistas
| Medalha | Nome           | Esporte | Evento                    | Data         |
| ------- | -------------- | ------- | ------------------------- | ------------ |
| Bronze  | Irakli Mosidze | Luta    | Livre até 63 kg masculino | 17 de agosto |

## Natação
| Evento                 | Atleta               | Qualificação | Qualificação | Semifinais | Semifinais | Final       | Final       |
| Evento                 | Atleta               | Resultado    | Posição      | Resultado  | Posição    | Resultado   | Posição     |
| ---------------------- | -------------------- | ------------ | ------------ | ---------- | ---------- | ----------- | ----------- |
| 200 m medley masculino | Giorgi Mtvralashvili | 2:12.70      | 24º (2º q1)  |            |            | Não avançou | Não avançou |

## Judô
| Evento              | Atleta       | 1ª rodada                     | 1ª rodada repescagem | 2ª rodada repescagem          | 3ª rodada repescagem         | Semifinais repescagem         | Final repescagem B       | Disputa pelo bronze B         | Pos. final |
| ------------------- | ------------ | ----------------------------- | -------------------- | ----------------------------- | ---------------------------- | ----------------------------- | ------------------------ | ----------------------------- | ---------- |
| Até 66 kg masculino | Beka Tugushi | KAZ Kairat Agibayev D 000-100 | Sem oponente         | BRA Matheus Machado V 100-000 | LIE Patrick Marxer V 111-000 | KAZ Kairat Agibayev V 010-000 | ROU Ioan Visan V 100-000 | ARM Davit Ghazaryan D 001-002 | 5º         |

| Evento             | Atleta         | 1ª rodada    | 2ª rodada                   | 3ª rodada                  | Semifinais repescagem       | Final repescagem A | Disputa pelo bronze A | Pos. final |
| ------------------ | -------------- | ------------ | --------------------------- | -------------------------- | --------------------------- | ------------------ | --------------------- | ---------- |
| Até 63 kg feminino | Sophio Beridze | Sem oponente | CMR Sophina Arrey V 100-000 | BRA Flávia Gomes D 000-112 | LIB Caren Chammas D 000-100 | Não avançou        | Não avançou           | --         |

| Evento         | Atleta                                           | 1ª rodada              | 2ª rodada              | Semifinais  | Final       | Pos. final |
| -------------- | ------------------------------------------------ | ---------------------- | ---------------------- | ----------- | ----------- | ---------- |
| Equipes mistas | Beka Tugushi (como integrante da equipe Munique) | ZZX Equipe Essen D 3-4 | Não avançou            | Não avançou | Não avançou | 9º         |
| Equipes mistas | Sophio Beridze (como integrante da equipe Chiba) | Sem oponente           | ZZX Equipe Essen D 2-5 | Não avançou | Não avançou | 8º         |

## Lutas
| Atleta            | Evento                     | Preliminares                    | Preliminares                 | Preliminares                | Preliminares | Disputa pelo bronze       | Pos. final        |
| Atleta            | Evento                     | 1ª rodada                       | 2ª rodada                    | 3ª rodada                   | Pos.         | Oponente Resultado        | Pos. final        |
| Atleta            | Evento                     | Oponente Resultado              | Oponente Resultado           | Oponente Resultado          | Pos.         | Oponente Resultado        | Pos. final        |
| ----------------- | -------------------------- | ------------------------------- | ---------------------------- | --------------------------- | ------------ | ------------------------- | ----------------- |
| Geno Petriashvili | Livre até 100 kg masculino | ASA Manuolefoaga Sualevai V 4-0 | AZE Ali Magomedabirov D 0-3  | MGL Oyunbold Enkhtugs V 3-1 | 2º           | IND Satywart Kadian D 1-3 | 4º                |
| Irakli Mosidze    | Livre até 63 kg masculino  | AUS Haris Fazlic V 4-0          | RUS Azamatbi Pshnatlov D 0-4 | ECU Johnny Pilay V 3-1      | 2º           | USA Quinton Murphy V 3-1  | Medalha de bronze |